# Marta Lamas
Pour les articles homonymes, voir Lamas.
Marta Lamas Encabo (née en 1947) est une anthropologue et militante féministe mexicaine. 

## Jeunesse
Marta Lamas naît en 1947 à Mexico de parents argentins. Elle étudie l' ethnologie à l'École nationale d'anthropologie et d'histoire de Mexico, puis obtient une maîtrise en anthropologie à l'Université nationale autonome du Mexique.

## Carrière
En 1976, Marta Lamas fonde un magazine féministe Fem, et en 1987, elle cofonde le premier supplément de journal féministe au Mexique pour le journal La Jornada. 
En 1990, elle lance Debate Feminista, une revue visant à relier la théorie féministe universitaire avec les pratiques des militantes du mouvement des femmes. La publication est un tremplin pour discuter des idées au sein du mouvement afin d'évaluer comment elles peuvent être présentées au public. Debate Feminista est aujourd'hui l'une des revues les plus importantes d'Amérique latine. 
En 2000, elle fonde l'Instituto de Liderazgo Simone de Beauvoir (Institut de leadership Simone de Beauvoir) ayant pour but de former des leaders sociaux. Sa mission déclarée est « de contribuer à la construction d'une société démocratique de droits et de libertés, par la connaissance, l'innovation et la formation du leadership avec un engagement social et une perspective de genre et interculturelle. »
Marta Lamas est aussi contributrice du magazine Processo et du journal espagnol El País.
Elle est considérée comme une figure de l'anthropologie féministe au Mexique, avec Marcela Lagarde.

### Activisme féministe
Marta Lamas tient un rôle central dans l'activisme féministe au Mexique,.  En 1990, elle fonde la Sociedad Mexicana Pro Derechos de la Mujer (Semillas) (Société mexicaine en faveur des droits des femmes), une organisation grâce à laquelle les femmes plus privilégiées peuvent aider dans les femmes les plus pauvres. Les membres financent des coopératives et des micro-entreprises et proposent des centres de soutien. L'organisation est aujourd'hui présente dans 24 des 31 États mexicains.
Marta Lamas compte aussi parmi les fondatrices du Grupo de Información en Reproducción Elegida (GIRE) (Groupe d'information sur le choix en matière de procréation) qui vise à « diffuser aux législateurs et à la presse des informations sur l'avortement, la santé et les droits reproductifs et sexuels du point de vue bioéthique, social et juridique. » L'un des objectifs du groupe est de donner le choix, plutôt que de questionner la nécessité de l'avortement. D'après Marta Lamas, il s'agit d'un changement décisif dans le débat sur l'avortement au Mexique.
En 2007, la Cour suprême de justice de la Nation a dépénalisé l'avortement réalisé en dessous de 12 semaines de gestation. Les avocats du GIRE ont contribué à la rédaction de la législation. Marta Lamas a été appelée à exposer son avis aux parlementaires.
Marta Lamas se mobilise aussi contre les féminicides et les violences faites aux femmes.
Elle est aussi une écrivaine féministe prolifique et a publié de nombreux ouvrages visant à réduire la discrimination en ouvrant un discours public sur le féminisme, le genre, la prostitution et l' avortement.

### Enseignement
Marta Lamas est professeure de sciences politiques à l'Université nationale autonome du Mexique et chargée de cours à l'Instituto Tecnológico Autónomo de Mexico (Institut technologique autonome du Mexique) (ITAM). 

## Reconnaissance
En 2005, elle est nommée pour le prix Nobel de la paix et en 2011, elle reçoit de la part du gouvernement le Premio Nacional por la Igualdad y la No Discriminación.

## Ouvrages
- (es) Marta Lamas et Frida Saal, La Bella (in) diferencia, Madrid, Siglo XXI de España Editores, 1991, 168 p. (ISBN 978-9682317125)
- (es) Marta Lamas, Para entender el concepto de género, Mexico, Ediciones ABYA-YALA, 1998, 133 p. (ISBN 9789978043660)
- (pt) Marta Lamas, Cidadania e feminismo, São Paulo, Melhoramentos, 1999, 183 p. (ISBN 978-9682317125)
- (es) Marta Lamas, Diversidad Cultural y Tolerancia, 2000
- (es) Marta Lamas, De la identidad a la ciudadanía, 2000
- (es) Marta Lamas, Ciudadanía y feminismo: compilación de ensayos aparecidos en Debate feminista, Mexico, IFE, 2001, 168 p. (ISBN 9789685351010)
- (es) Marta Lamas, Política y reproducción: aborto: la frontera del derecho a decidir, Mexico, Plaza & Janés, 2001, 203 p. (ISBN 9789681105174)
- (es) Marta Lamas, Cuerpo: diferencia sexual y género, Mexico, Aguilar Editorial, 2002, 214 p. (ISBN 9789681909307)
- (es) Marta Lamas, El Género la construcción cultural de la diferencia sexual, 2003
- (es) Marta Lamas, Féminismo: transmisiones y retransmisiones, Mexico, Taurus, 2006, 166 p. (ISBN 9789707703940)
- (es) Marta Lamas, Nuevos horizontes de la interrupción legal del embarazo, Mexico, Centro de Investigaciones y Estudios Superiores en Antropología Social, 2005, 21 p.
- (es) Marta Lamas, Miradas feministas sobre las mexicanas del siglo XX, Mexico, Fondo de Cultura Económica, 2007, 443 p. (ISBN 9789681684310)
- (en) Marta Lamas, Feminism: Transmissions and Retransmission, Berlin, Springer, 2011, 168 p. (ISBN 9780230118935)
- (es) Marta Lamas, Cuerpo, sexo y política, Mexico, Editorial Océano de México, 2014, 252 p. (ISBN 9786077353270)